# Sarḩadd Āqā
Sarḩadd Āqā (persiska: سرحد آقا) är en ort i Iran.   Den ligger i provinsen Khuzestan, i den centrala delen av landet, 600 km söder om huvudstaden Teheran. Sarḩadd Āqā ligger 270 meter över havet och antalet invånare är 150.
Terrängen runt Sarḩadd Āqā är huvudsakligen lite kuperad. Sarḩadd Āqā ligger nere i en dal. Runt Sarḩadd Āqā är det ganska tätbefolkat, med 62 invånare per kvadratkilometer. Närmaste större samhälle är Kheyrābād-e Gohar, 14,8 km nordost om Sarḩadd Āqā. Omgivningarna runt Sarḩadd Āqā är i huvudsak ett öppet busklandskap.